# Єлтирева
Єлтирева (рос. Елтырёва), у верхній течії Жигалова — річка в Росії, права притока Кеті (басейн Обі), тече у Томській області.
Єлтирева починається у болотах на півночі Верхнекетського району Томської області, неподалік від кордону з Красноярським краєм. Тече по заболоченим тайговим теренам Верхнекетського і Колпашевського районів у південно-західному напрямку. Впадає у Кеть у її низов’ях трохи нижче села Гипсино.
Довжина річки 332 км, площа басейну 5 240 км². Живлення мішане з переважанням снігового. Повінь з травня до липня.
Притоки: Дунаєва (права) і Нярга (ліва).
Населені пункти на річці відсутні.